# 사산드라마라우에구

코트디부아르 사산드라마라우에구

사산드라마라우에구(프랑스어: District du Sassandra-Marahoué)는 코트디부아르 중부에 위치한 구이다. 행정 중심지는 달로아이고, 면적은 23,950km2이다. 북쪽으로는 워로바구, 북동쪽으로는 발레뒤방다마구, 동쪽으로는 라크구, 야무수크로 자치구, 남쪽으로는 고지부아구, 바사산드라구, 서쪽으로는 몽타뉴구와 접한다.

## 신설
사산드라마라우에구는 2011년 코트디부아르의 행정 구역 개편으로 만들어졌다. 이 구역의 영토는 오사산드라주와 마라우에주를 병합하여 구성되었다.

## 행정 구역
2개 주, 7개 도를 관할한다.
- 오사산드라주
  - 달로아도
  - 이시아도
  - 바부아도
  - 주쿠그뵈도
- 마라우에주
  - 부아플레도
  - 신프라도
  - 주에눌라도

## 인구
2021년 인구 조사에 따르면, 사산드라마라우에구의 인구는 2,720,876명이며, 아비장 자치구와 몽타뉴구에 이어 코트디부아르에서 세 번째로 인구가 많은 구이다. 인구 밀도는 2021년 기준으로 110명/km2이다.